# Ontijzen

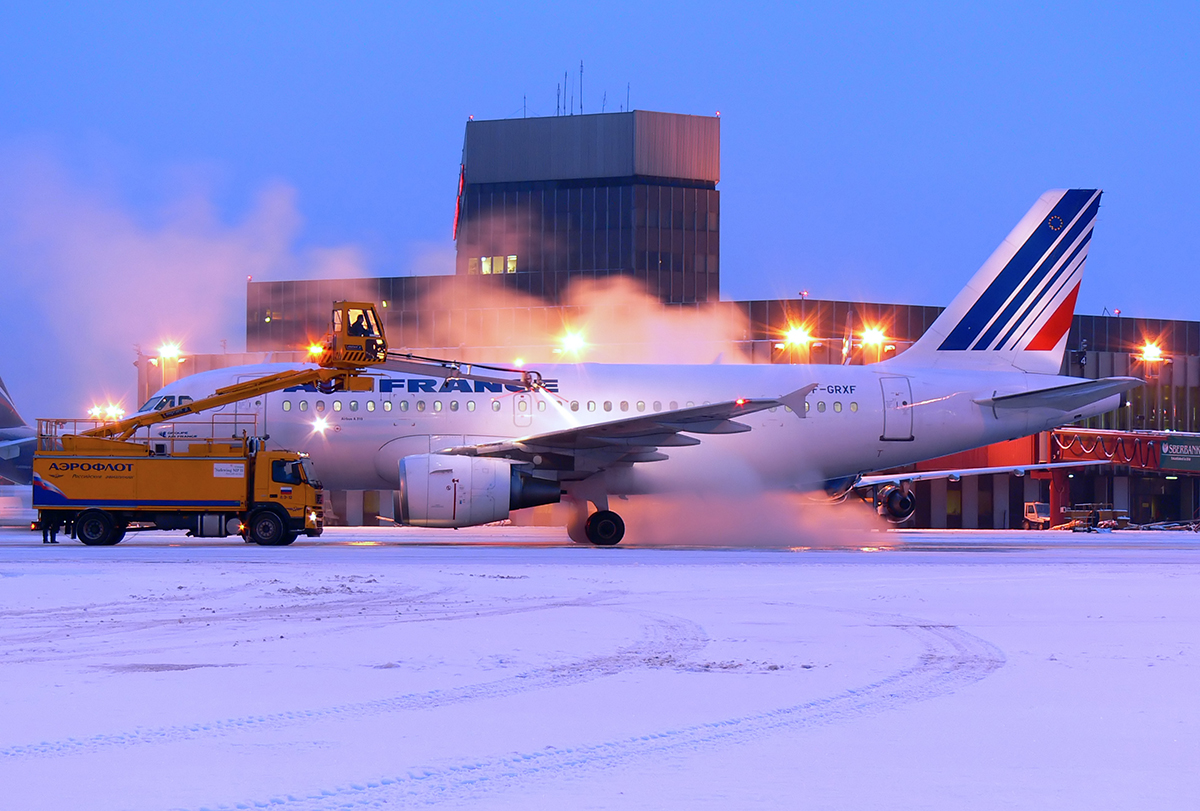
Ontijzen van een vliegtuig.

Ontijzen (Engels de-icing) is het proces waarbij sneeuw, ijs of vorst van een oppervlak wordt verwijderd. Onder anti-ijsvorming (anti-icing) wordt verstaan de toepassing van chemicaliën die niet alleen het ijs verwijderen, maar ook op het oppervlak blijven en de vorming van nieuw ijs gedurende een zekere tijd vermijden of vertragen, of de mechanische verwijdering van ijs vergemakkelijken. 
Het ontijzen kan worden bereikt door mechanische methodes (schrapen), door opwarming, of door het gebruik van droge of vloeibare chemicaliën om het vriespunt van water te verlagen (diverse zouten of pekel, alcohol, glycol), of door een combinatie van deze technieken.

## Treinstellen
Treinen en spoorlijnen zijn gevoelig voor sneeuw- en ijsophoping, en hebben daarom een – in arctische regio's constant – winteronderhoud nodig om in koude dagen te blijven functioneren. 
Op treinen zijn het voornamelijk de remmen, ophanging en koppelingen die ontdooid moeten worden. Op de rails zijn het vooral de wissels die gevoelig zijn voor ijs. 

## Vliegtuigen
Bij vorst en winterse neerslag is het ontijzen van een vliegtuig een gebruikelijk onderdeel van de grondafhandeling. IJsvorming kan de aerodynamische eigenschappen van het vliegtuig verstoren, en losgekomen brokken ijs kunnen de motoren beschadigen. 
Voor het ontijzen gebruikte vloeistoffen bestaan gewoonlijk uit een glycol-wateroplossing met een kleurstof, en additieven om het metalen oppervlak te beschermen. 

## Ontdooien
Voor het ontdooien van machines, voorwerpen, leidingen en lokalen worden allerlei middelen gebruikt: 
- brander met hete lucht of op gas
- al dan niet industriële (olie)verwarmingscentrale.

Ondoordacht gebruik van dergelijke toestellen kan op kleine schaal leiden tot brandwonden, en op grotere schaal tot heuse branden.

## Milieu-impact
Grootschalig gebruik van chemicaliën kan schadelijke effecten meebrengen voor de fauna en flora, bodem en waterhuishouding. Op vliegvelden wordt daarom vaak voorzien in de opvang en recycling van de wegstromende vloeistoffen. 